# Bundesstraße 478
Pour les articles homonymes, voir Route 478.
La Bundesstraße 478 est une Bundesstraße du Land de Rhénanie-du-Nord-Westphalie.

## Géographie
La B 478 va de Hennef près de Bonn à Waldbröl, où elle croise la B 256.

## Histoire
La B 478 est créée au milieu des années 1960 pour améliorer la connexion de Bonn au Pays de Berg. Le tronçon de l'ancienne B 8 à l'A 560 est reconverti en faveur d'une Landesstraße.
Jusqu'en 1967, la partie nord-est de l'ancien Bröltalbahn longeait le cours de la B 478. Peu de temps après la fin du trafic ferroviaire, les rails sont complètement démantelés.

## Source
- (de) Cet article est partiellement ou en totalité issu de l’article de Wikipédia en allemand intitulé « Bundesstraße 478 » (voir la liste des auteurs).

1. ↑  (de) Helmut Fischer, Hennef an der Sieg : 91 Dörfer - eine Stadt, Sutton, 2011, 126 p. (ISBN 9783866808157, lire en ligne), p. 7